# Снежанка (Снежното момиче)
 Тази статия е за руски герой.  За пояснителна страница вижте Снежанка (пояснение).  
Снежанка е най-популярното име на Снежното момиче (на руски: Снегу́рочка; умалително на руски: Снегурка; на англ.: Snow Maiden – Снежна девица), герой в руските приказки.
Този герой няма очевидни корени в традиционната славянска митология и обичаи, като се появява за първи път в руския фолклор през 19 век.
От средата на 20-ти век, по време на съветския период, Снежанка също е изобразявана като внучка и помощник на Дядо Мраз (на руски: Дед Мороз) по време на новогодишните празненства за деца.

## Класификация
Приказките от типа Снегурочка са тип Аарне–Томпсън 703* Снежната девойка. Историята на Снегурочка се сравнява с приказките от тип 1362, Снежното дете, където странният произход е явна лъжа.

### Снежанка като внучка на Дядо Мраз
В късната Руска империя Снежанка е била част от коледните тържества, под формата на фигурки за украса на коледната елха и като герой в детски произведения. В ранния Съветски съюз празникът Коледа е забранен, наред с други християнски традиции, докато не е възстановен като празник на Руската федерация през 1991 г. Въпреки това, през 1935 г. е разрешено празнуването на Нова година, което включва отчасти елхата и Дядо Мраз. По това време Снежанка получава ролята на внучка на Дядо Мраз и негова помощница. В тази роля тя носи дълги сребристо-сини дрехи и кожена шапка или корона, подобна на снежинка.